# Eibarko Urbat Igeriketa Kirol Elkartea
El Eibarko Urbat Igeriketa Kirol Elkartea (Urbat IKE) es un club de natación y waterpolo con sede en Éibar fundado en 2001.

## Historia
Hasta el año 2001, la natación en Éibar siempre había estado a cargo del Club Deportivo Éibar hasta el año 2001. Ese año, se decide fundar un nuevo club: el Eibarko Urbat Igeriketa Kirol Elkartea.
Entre los años 2007 y 2014, organizó el conocido torneo Playa de Motrico.
Desde el año 2012, ha logrado clasificar a más de 14 equipos para campeonatos de España. La temporada 16/17, el equipo senior femenino se quedó a un paso de ascender a primera nacional, y el equipo senior masculino quedó tercero en campeonato de España de tercera nacional.Tras 16 Campeonatos de España el URBAT en junio de 2021 logra ganarlo: el Campeonato de España de Tercera División Absoluto Masculino en Pamplona.  El club armero a lo largo de su historia ha aportado decenas de jugadores a la selección de Euskadi infantil, y una jugadora a la selección de España: Miren Urizar que participó con la selección de España en el campeonato de Europa femenino cadete celebrado en Rusia, donde consiguió el oro. Además de ella,  Mikel Basterrika con la selección de Euskal Herria absoluta ha ganado en 2018 en MÉXICO DF un torneo internacional. Pero no solo los eibarreses Mikel Basterrika y Miren Urizar han sido los internacionales que han jugado en Urbat: en octubre de 2020 en la fase de ascenso a Segunda División Nacional en la M-86 de Madrid el Campeón del Mundo absoluto 2011, el italiano Arnaldo Deserti ha sido armero por un día realizando 4 goles.

## Palmarés de waterpolo
- 1 Copa Euskal Herria de waterpolo femenino (2016)
- 3 Copas de Euskal Herria de waterpolo masculino (2019, 2020 y 2021)
- 3 Ligas de Euskal Herria de waterpolo masculino (2019, 2020 y 2021)
- 1 Campeonato de España de Tercera División (2021)